# Резниченко, Дарья Рустамовна
Дарья Рустамовна Резниченко (узб. Daria Rustamovna Reznichenko; род. 3 апреля 1991 года, Ташкент, Узбекистан) — легкоатлетка Узбекистана, специализирующаяся в прыжках в длину, мастер спорта Республики Узбекистан международного класса. В 2014 году завоевала серебро на Чемпионате Азии по лёгкой атлетике в помещении.

## Карьера
В 2012 году на Чемпионате Узбекистана по лёгкой атлетике в помещении стала первой с результатом 6.41 м и в этом же году также на Чемпионате Узбекистана по лёгкой атлетике и на международном соревновании на призы Олимпийской чемпионки — Татьяны Колпаковой была первой.
В 2013 году на Гран-при Азии по лёгкой атлетике на всех трёх этапах заняла первое место, а на первом этапе показала результат 6.52 м.
В 2014 году на Чемпионате Азии по лёгкой атлетике в помещении в Ханчжоу (Китай) завоевала серебряную медаль с результатом 6.30 м, уступив всего 4 см японке Юрине Хирака. В этом же году на Летних Азиатских играх в Инчхоне (Республика Корея) была всего лишь седьмой с результатом 6.25 м.
В 2015 году на Чемпионате Азии по лёгкой атлетике, который проходил в Ухане (Китай) была лишь девятой с результатом 6.02 м.
В апреле 2021 года одержала победу на международном турнире в Турции с результатом 6.06 м.
2 мая 2021 года стала лучшей в прыжках в длину на международном соревновании «Olympic Deneme Yarişma» в городе Мерсин (Турция) с результатом 6.58 и второй результат в Азиатском сезоне.
В июне 2021 года в Бишкеке (Кыргызстан) на международном соревновании на призы Олимпийской чемпионки — Татьяны Колпаковой показала результат 6.83 м, тем самым ей удалось выполнить норматив Летних Олимпийских игр 2020 (6.82 м).